# Стебнева, Людмила Титовна
Людмила Титовна Стебнева (25 октября 1936, дер. Лемяховка, Починковский район, Смоленская область — 16 марта 2017, дер. Мачулы, там же) — советский передовик сельскохозяйственного производства, доярка племзавода имени Коминтерна Починковского района Смоленской области. Герой Социалистического Труда (1975).

## Биография
Родилась в семье работников сельского хозяйства. В 1949 году окончила пять классов школы и начала работать телятницей, а затем дояркой в совхозе имени Коминтерна Починковского района. С 1953 года работала дояркой на племзаводе имени Коминтерна.
Добилась постоянных высоких надоев молока от закреплённой за ней группы коров — не менее 5000 килограммов от каждой из голов. Многократно становилась победительницей социалистического соревнования животноводов. Особых успехов добилась в IX пятилетке, раздоив 19 коров до класса «элита-рекорд» и «элита», дающих по 6000-7000 килограммов молока каждая. Это позволило ей выполнить свой личный пятилетний план за четыре года.
Указом Президиума Верховного Совета СССР от 10 февраля 1975 года за «выдающиеся успехи, достигнутые во Всесоюзном социалистическом соревновании, и проявленную трудовую доблесть в досрочном выполнении заданий девятой пятилетки и принятых обязательств по увеличению производства и продажи государству продуктов животноводства» Людмила Титовна Стебнева была удостоена высокого звания Героя Социалистического Труда с вручением ордена Ленина и медали «Серп и Молот».
Неоднократно избиралась членом Починковского районного комитета КПСС, депутатом Починковского районного совета. 
Похоронена в деревне Мачулы Починковского района Смоленской области.

## Награды и звания
Герой Социалистического Труда (1975).
Награждена орденом Трудового Красного Знамени и рядом медалей.